# Périscope
Pour l’article homonyme, voir Périscope (homonymie).
Cet article possède un paronyme, voir Perri Scope.

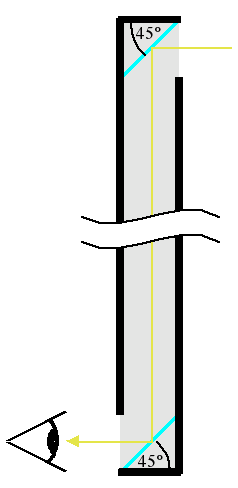
Principe général d'un périscope.

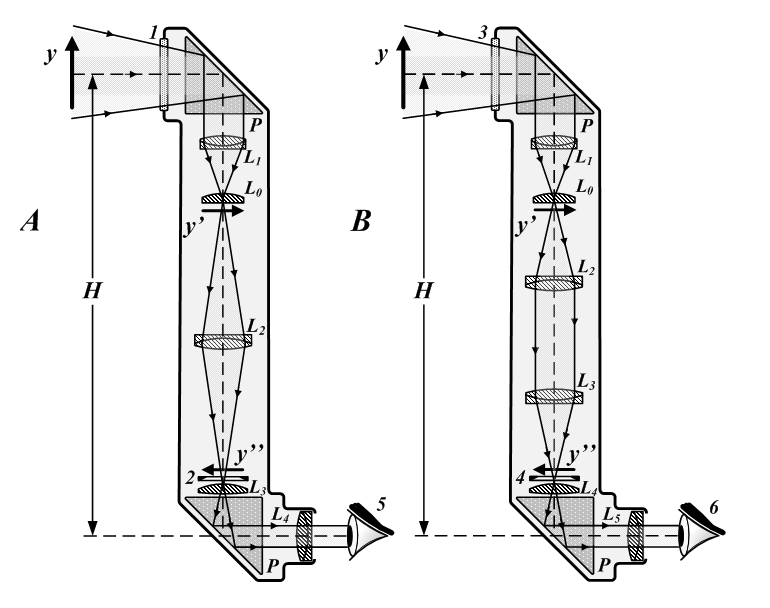
avec lentilles et prismes.

Le périscope, parfois appelé épiscope dans les chars de combatou dans les tranchées de la Première Guerre mondiale, est un instrument d'optique pour l'observation d'un objet distant sans être vu depuis celui-ci. Ou bien un système optique utilisé au cinéma (voir périscope de cinéma).

## Principes et fonctionnement
Dans sa forme la plus simple c'est un boîtier rectiligne qui comporte à chaque extrémité ouverte un miroir à 45 degrés. Les rayons lumineux entrant par l'extrémité objectif ressortent vers l'œil de l'observateur parallèlement mais décalés de la longueur du boîtier permettant ainsi :
- de voir au-dessus d'une foule ;
- à un tireur embusqué de tirer sur sa cible sans être vu lui-même.

Des compléments optiques (lentilles, prismes, véhicule) le complexifient pour en augmenter les performances et la manipulation :
- à un sous-marin, à l'immersion périscopique, d'observer au-dessus du niveau de la mer dans laquelle il est immergé ;
- à certains périscopes et aussi télémètres, binoculaires et articulés d'utiliser le principe périscopique horizontalement (derrière un arbre par exemple).

Certains périscopes, appelés rétroviseurs, permettent de voir, non pas devant, mais derrière (ils sont complétés, optiquement, d'un système de redressement de l'image).
Rudolf Gundlach (en) a inventé un périscope rotatif à 180° permettant cette utilisation en rétroviseur. 
Depuis l'avènement du matériel vidéo et de la fibre optique, le périscope est souvent remplacé par une caméra (éventuellement haute définition) dans certains des cas décrits précédemment depuis le début du XXIe siècle pouvant être équipés de télémètre laser.
En 1998, l’essai en mer, à bord du HMS Trenchant (S91), du premier mât optronique CM10 de Thales est une première européenne. Les bateaux de la classe Virginia sont les premiers sous-marins construits sans périscope classique et équipés  de mâts photoniques.
Longueur maximale du mat périscopique :
dix mètres.[réf. nécessaire]

## Histoire
- Johannes Gutenberg en aurait fabriqué un dans les années 1430[réf. nécessaire].
- Hippolyte Marié-Davy propose le concept du périscope en vue de son application sur les sous-marins en 1854[4].
- Morgan Robertson a décrit un sous-marin utilisant un périscope dans une de ses nouvelles (il aurait revendu son invention pour 50 000 US$).
- René Daveluy et Louis-Hippolyte Violette mettent au point le premier périscope opérationnel en 1888 sur le sous-marin expérimental Gymnote[5]

,. Ce dernier reçoit un prix de l’Académie des sciences
- Charles Lindbergh en 1927, utilisa un périscope pour voir devant son avion le Spirit of Saint Louis, le moteur (et le réservoir) empêchant la visibilité directe depuis le poste de pilotage.
- Le périscope Nistri a permis, entre 1958 et 1965, de découvrir l'intérieur de 6 000 tombes étrusques du site de Monterozzi, avant de percer leur tunnel d'accès.

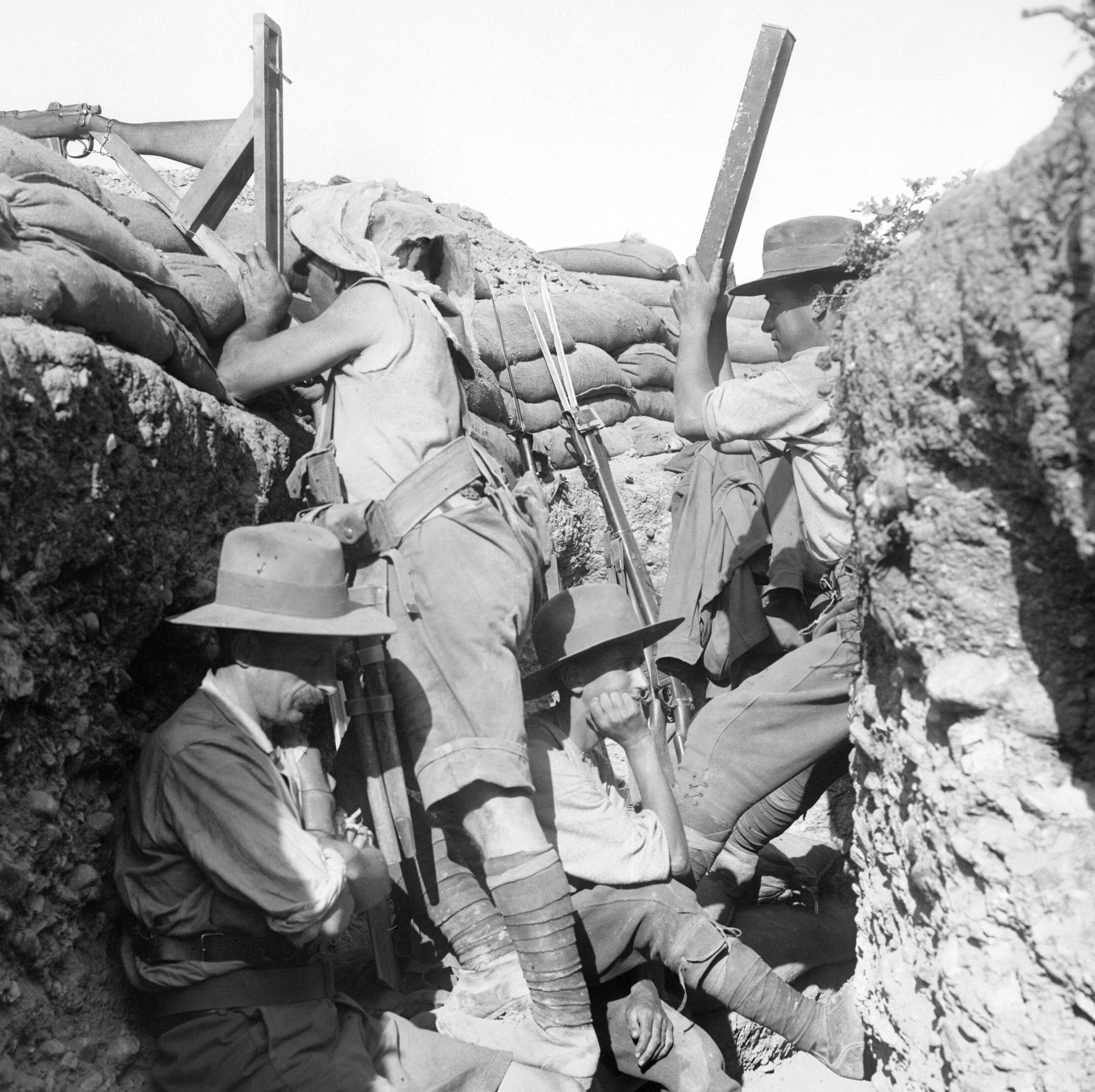
Dans les tranchées en 1915.
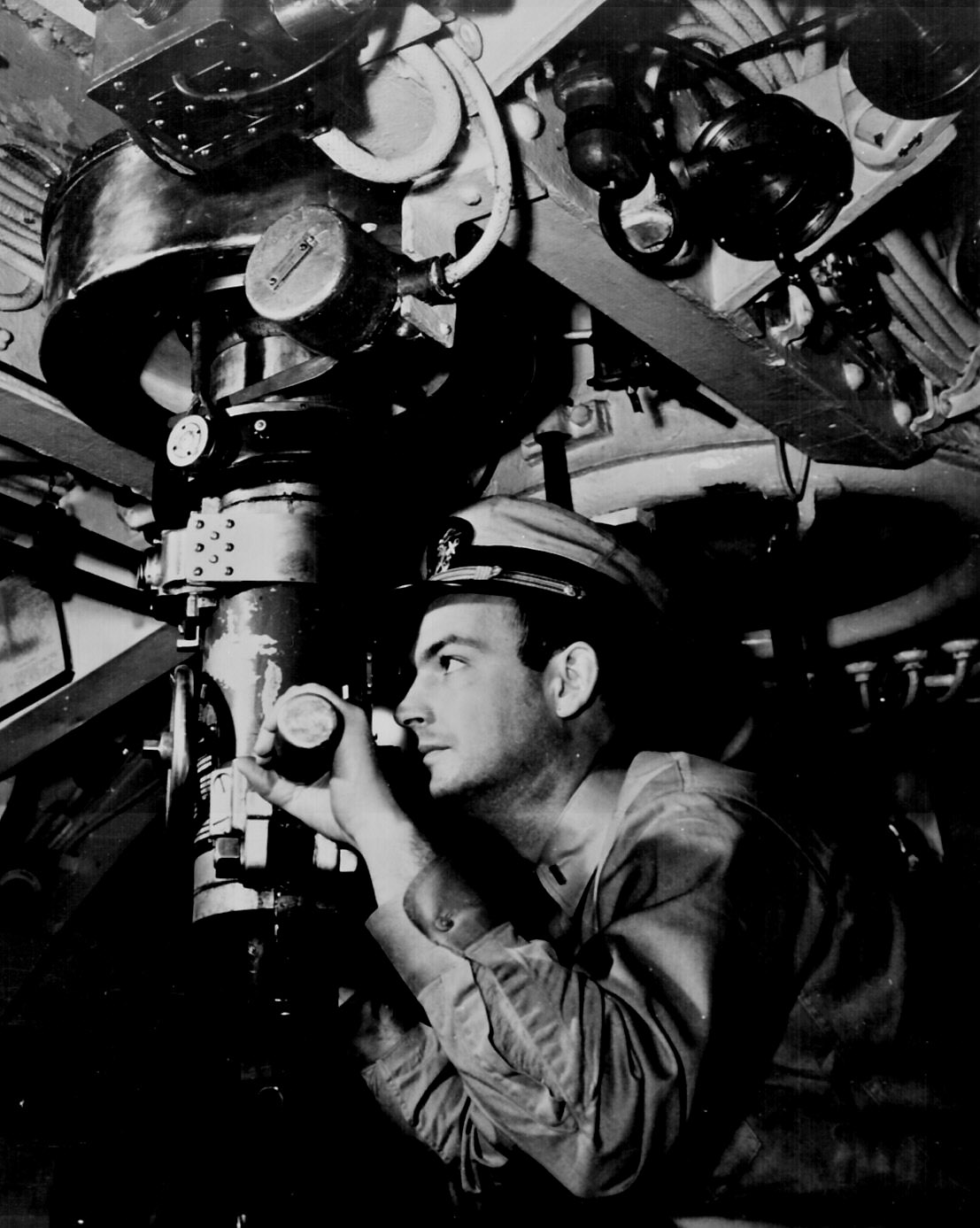
Sous-marin en 1942.
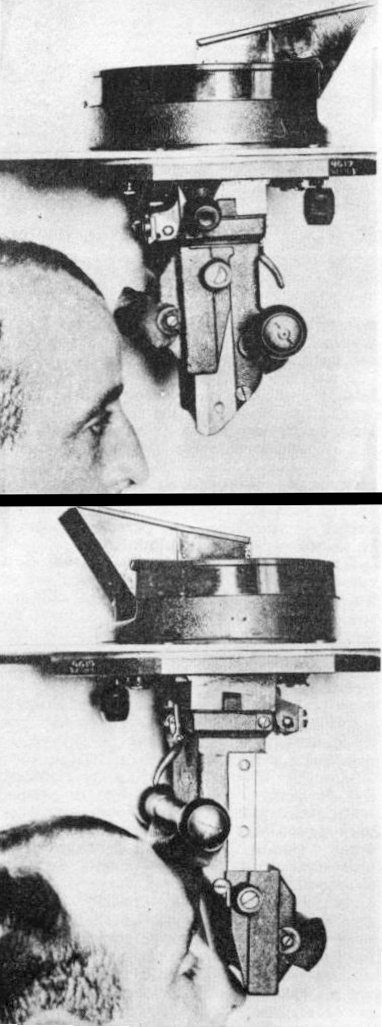
Modèle de Gundlach avec rotation à 180°.
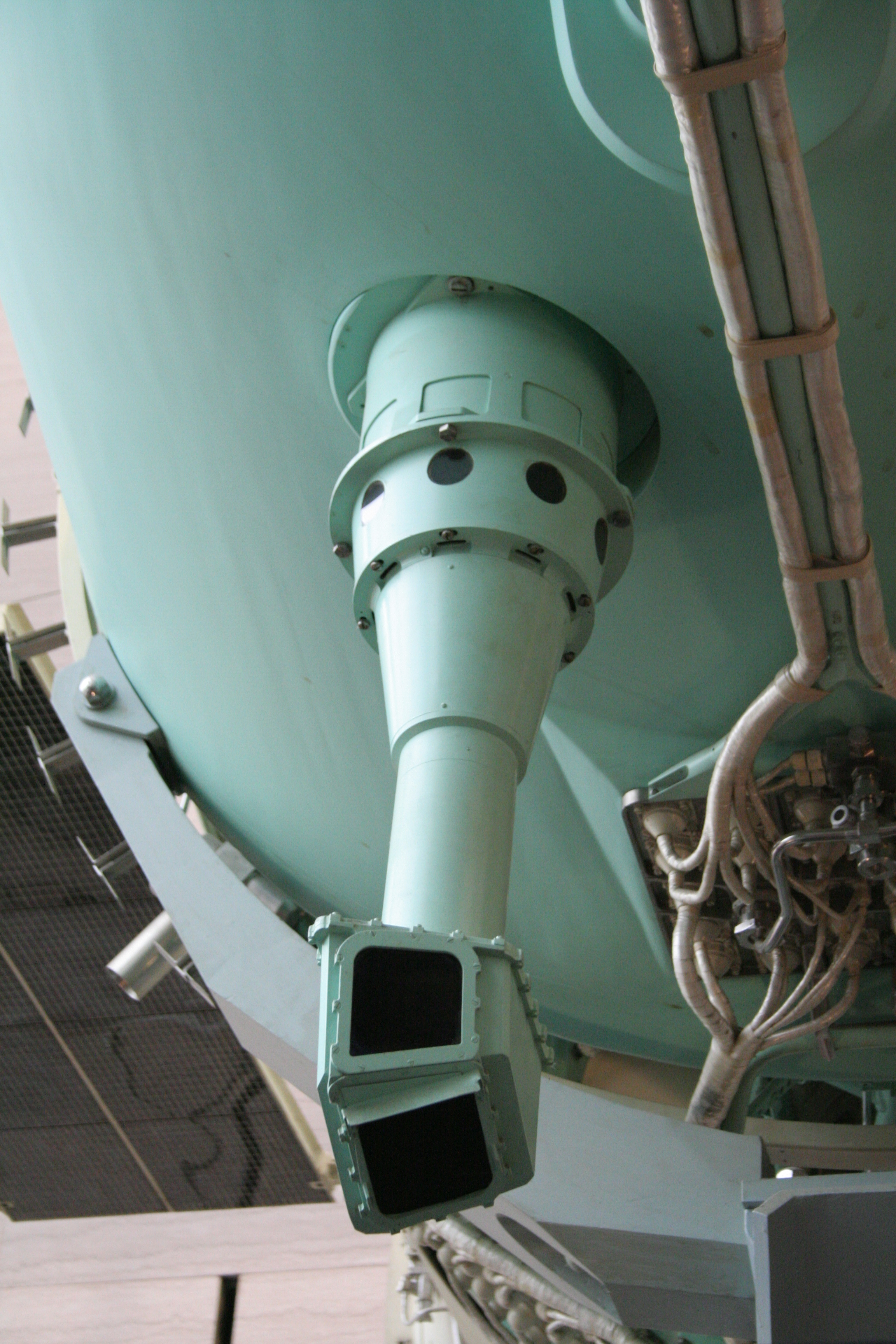
Soyouz.
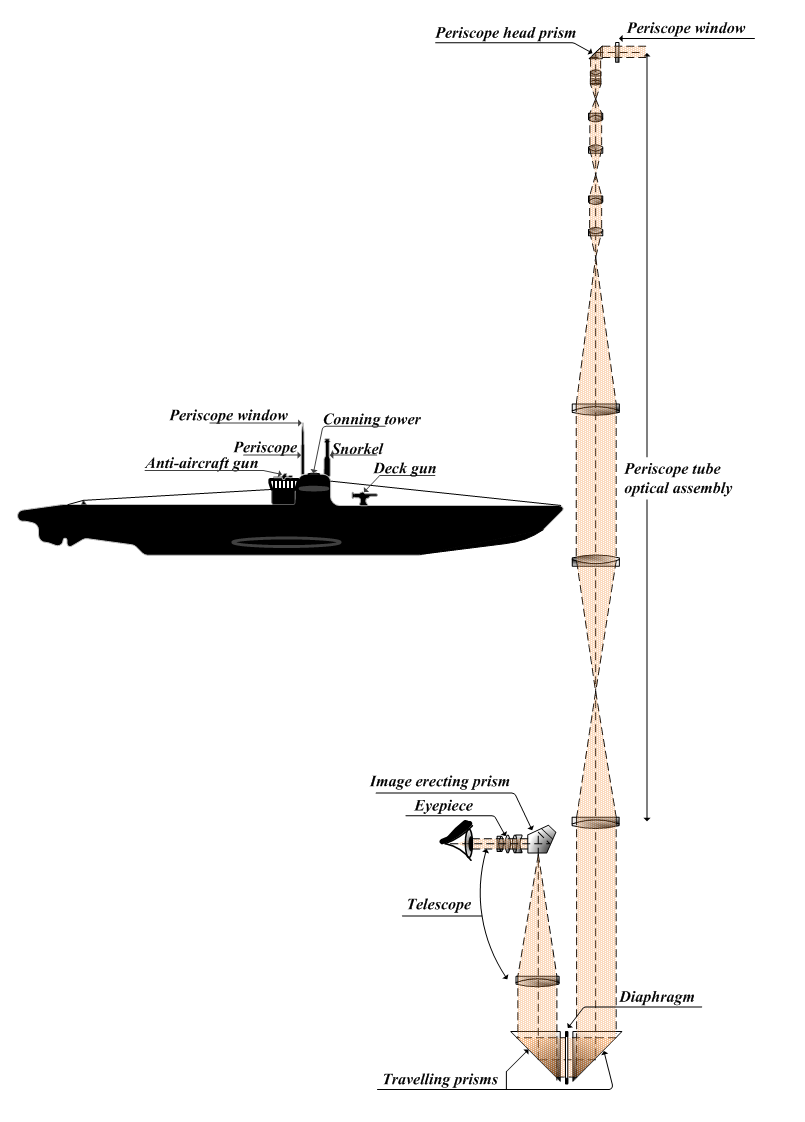
Conception d'un périscope optique de sous-marin.
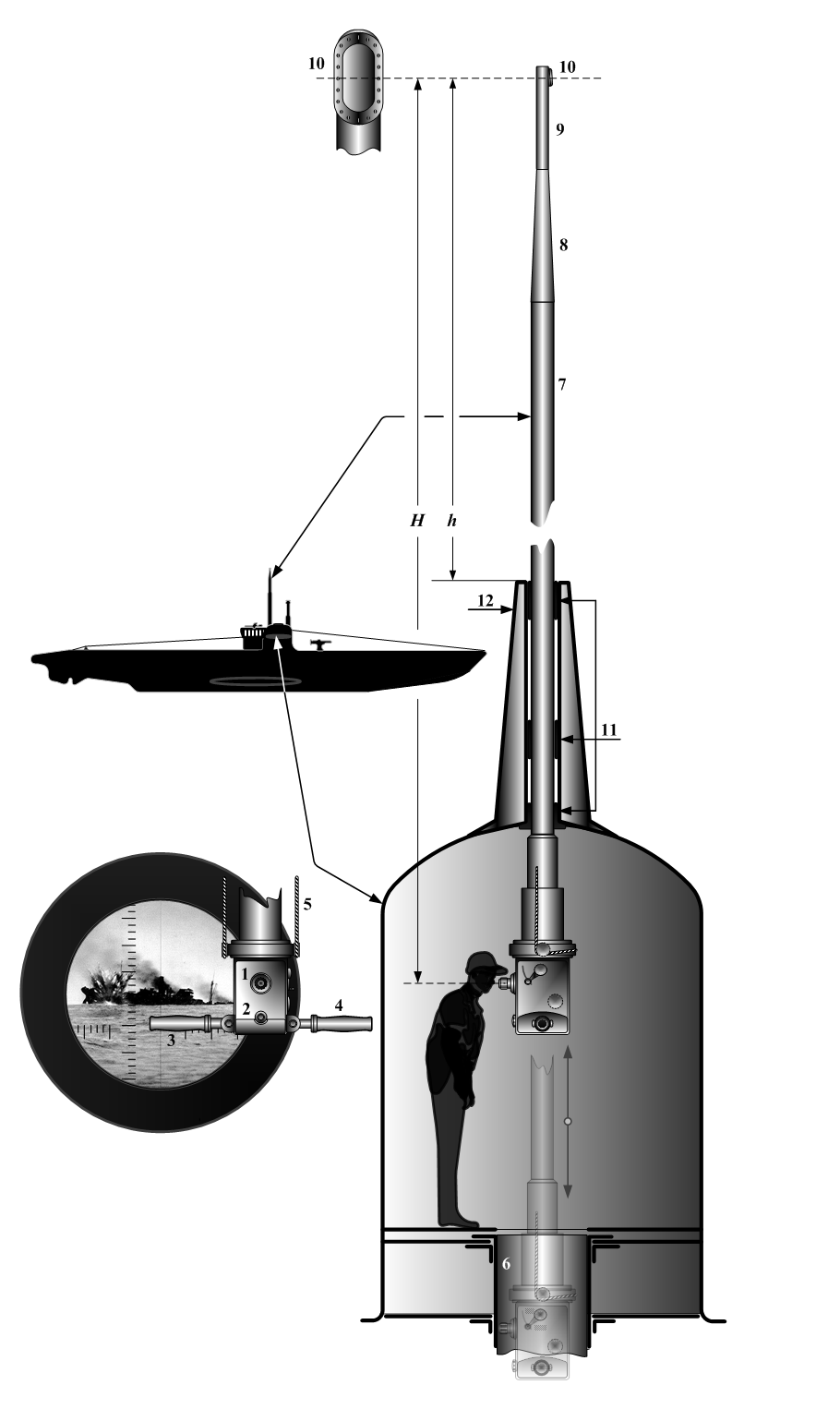
Périscope d'attaque monoculaire de sous-marin.